# Cronaca di un amore
Cronaca di un amore è un film drammatico del 1950 diretto da Michelangelo Antonioni e interpretato da Lucia Bosè e Massimo Girotti.
È stato il primo lungometraggio in assoluto ad essere diretto dal grande regista di Ferrara. Inoltre vinse due Nastri d'argento.

## Trama

I protagonisti in una scena del film

Milano. Paola Molon, ferrarese, è sposata con Enrico Fontana, un facoltoso uomo d'affari di Milano.
L'uomo assume un investigatore privato per ottenere delle informazioni sul passato di sua moglie, e scopre che Paola, ancora a Ferrara, qualche mese prima di sposarlo aveva avuto una relazione con un certo Guido, allora ufficialmente fidanzato con un'amica di Paola: quella relazione si era bruscamente interrotta quando la fidanzata di Guido era morta in uno strano incidente in ascensore.
A distanza di diversi anni, Paola e Guido si incontrano nuovamente a Milano, di nascosto da Enrico: entrambi sono ancora spaventati e provati per l'inchiesta sulla tragica morte della ragazza.
La passione tra i due, sopita per molto tempo, riesplode però all'improvviso, e addirittura li porta a progettare un possibile futuro insieme, ma Guido è povero e non ha denaro e Paola è ormai abituata a vivere nel lusso che Enrico le ha assicurato per anni.
I due decidono quindi di ricorrere al delitto d'onore e uccidere insieme il marito di Paola, per poi fuggire insieme e sparire per sempre dalla ricca Milano.

## Produzione

### Riprese

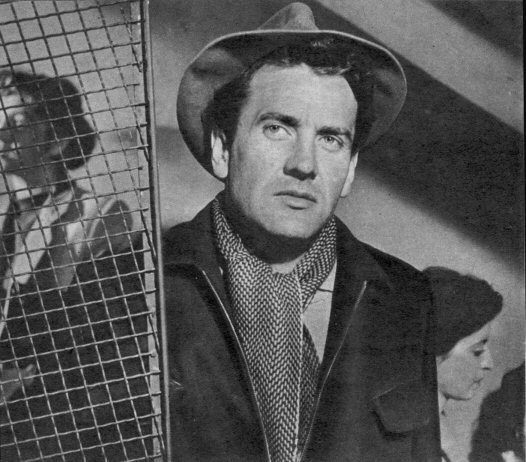
Massimo Girotti nel periodo del film

Il film venne girato tra Ferrara e Milano: tra le location principali e visibili nel film troviamo, per Ferrara:
- Palazzina di Marfisa d'Este;
- Palazzo Prosperi-Sacrati;
- Corso Biagio Rossetti;
- Liceo Ariosto.

Mentre per Milano spiccano:
- Piazza della Scala;
- Idroscalo di Milano;
- Palazzo Borromeo d'Adda;
- Palazzo Fidia.

### Restauro
Il film nel 2004 è stato restaurato dall'associazione "Philip Morris Progetto Cinema" assieme agli Studi di Cinecittà, poiché il negativo originale del film era andato perso in un violento incendio, nel 1989.

## Distribuzione
Il film uscì nelle sale cinematografiche italiane il 3 novembre 1950, mentre in Francia persino un po' prima, il 18 settembre dello stesso anno.

### Home video
Il film è disponibile in versione Blu-ray e DVD, ad opera della CG Entertainment, che ne ha realizzato anche una speciale edizione limitata da 500 copie.

## Accoglienza

### Critica
(Mario Gromo, per La Stampa, recensione del 1951)
(Guido Aristarco, per Cinema, recensione del 15 novembre 1950)
Il film è stato poi selezionato tra i 100 film italiani da salvare.

## Riconoscimenti
- 2004 - Mostra d'arte cinematografica di Venezia
  - Premio Venezia per il miglior film restaurato
- 1951 - Nastro d'argento
  - Nastro d'argento speciale a Michelangelo Antonioni
  - Migliore colonna sonora a Giovanni Fusco[9]